# Fimbristylis capilliculmis
Fimbristylis capilliculmis är en halvgräsart som beskrevs av Jisaburo Ohwi. Fimbristylis capilliculmis ingår i släktet Fimbristylis och familjen halvgräs. Inga underarter finns listade i Catalogue of Life.